# 폴란드의 총리 목록
해당문서는 폴란드의 총리 목록을 나타낸다.

## 역대 총리

### 폴란드 제2공화국의 총리
- 이그나치 다신스키 (1918)
- 옝제이 모라체프스키 (1918-1919)
- 이그나치 얀 파데레프스키 (1919)
- 레오폴트 스쿨스키 (1919-1920)
- 브와디스와프 그랍스키 (1920)
- 빈첸티 비토스 (1920-1921)
- 안토니 포니코프스키 (1921-1922)
- 아르투르 실리빈스키 (1922)
- 율리안 노바크 (1922)
- 브와디스와프 시코르스키 (1922-1923)
- 빈첸티 비토스 (1923)
- 브와디스와프 그랍스키 (1923-1925)
- 알렉산데르 스크신스키 (1925-1926)
- 빈첸티 비토스 (1926)
- 카지미에시 바르텔 (1926)
- 유제프 피우수트스키 (1926-1928)
- 카지미에시 바르텔 (1928-1929)
- 카지미에시 시비탈스키 (1929)
- 카지미에시 바르텔 (1929-1930)
- 발레리 스와베크 (1930)
- 유제프 피우수트스키 (1930)
- 발레리 스와베크 (1930-1931)
- 알렉산데르 프리스토르 (1931-1933)
- 야누시 옝제예비치 (1933-1934)
- 레온 코즈워프스키 (1934-1935)
- 발레리 스와베크 (1935)
- 마리안 진드람코시치아우코프스키 (1935-1936)
- 펠리치안 스와보이 스크와트코프스키 (1936-1939)

### 폴란드 제3공화국의 총리
| 번호 | 이름                      | 임기                                | 정당          | 대통령                                     |
| ---- | ------------------------- | ----------------------------------- | ------------- | ------------------------------------------ |
| 1    | 타데우시 마조비에츠키     | 1989년 8월 24일 ~ 1990년 12월 14일  | 민주연합      | 보이치에흐 야루젤스키 →레흐 바웽사         |
| 2    | 얀 크시슈토프 비엘레츠키  | 1991년 1월 12일 ~ 1991년 12월 5일   | 자유민주회의  | 레흐 바웽사                                |
| 3    | 얀 올셰프스키             | 1991년 12월 23일 ~ 1992년 6월 5일   | 중도 합의     | 레흐 바웽사                                |
| 4    | 발데마르 파블라크         | 1992년 6월 5일 ~ 1992년 7월 10일    | 폴란드 인민당 | 레흐 바웽사                                |
| 5    | 한나 수호츠카             | 1992년 7월 11일 ~ 1993년 10월 25일  | 민주연합      | 레흐 바웽사                                |
| 6    | 발데마르 파블라크         | 1993년 10월 26일 ~ 1995년 3월 1일   | 폴란드 인민당 | 레흐 바웽사                                |
| 7    | 유제프 올렉시             | 1995년 3월 4일 ~ 1996년 1월 26일    | 사회민주당    | 레흐 바웽사 →알렉산데르 크바시니에프스키   |
| 8    | 브워지미에시 치모셰비치   | 1996년 2월 15일 ~ 1997년 10월 31일  | 사회민주당    | 알렉산데르 크바시니에프스키                |
| 9    | 예지 부제크               | 1997년 10월 31일 ~ 2001년 10월 19일 | 연대선거행동  | 알렉산데르 크바시니에프스키                |
| 10   | 레셰크 밀레르             | 2001년 10월 19일 ~ 2004년 5월 2일   | 민주좌파연합  | 알렉산데르 크바시니에프스키                |
| 11   | 마레크 벨카               | 2004년 5월 2일 ~ 2005년 10월 31일   | 민주좌파연합  | 알렉산데르 크바시니에프스키                |
| 12   | 카지미에시 마르친키에비치 | 2005년 10월 31일 ~ 2006년 6월 10일  | 법과 정의     | 알렉산데르 크바시니에프스키 →레흐 카친스키 |
| 13   | 야로스와프 카친스키       | 2006년 6월 10일 ~ 2007년 11월 16일  | 법과 정의     | 레흐 카친스키                              |
| 14   | 도날트 투스크             | 2007년 11월 16일 ~ 2014년 9월 22일  | 시민 연단     | 레흐 카친스키 →브로니스와프 코모로프스키   |
| 15   | 에바 코파치               | 2014년 9월 22일 ~ 2015년 11월 16일  | 시민 연단     | 브로니스와프 코모로프스키 →안제이 두다     |
| 16   | 베아타 시드워             | 2015년 11월 16일 ~ 2017년 12월 11일 | 법과 정의     | 안제이 두다                                |
| 17   | 마테우시 모라비에츠키     | 2017년 12월 11일 ~ 2023년 12월 13일 | 법과 정의     | 안제이 두다                                |
| 18   | 도날트 투스크             | 2023년 12월 13일 ~                  | 시민 연단     | 안제이 두다                                |

## 같이 보기
- 폴란드의 국가원수
- 폴란드의 군주 목록
- 폴란드의 대통령